# Igor Dienisow (minister)
Igor Nikołajewicz Dienisow (ros. Игорь Николаевич Денисов, ur. 3 września 1941 w mieście Swobodnyj w obwodzie amurskim, zm. 17 listopada 2021) – lekarz rosyjski, radziecki urzędnik państwowy, minister ochrony zdrowia ZSRR (1990-1991).
W latach 1958–1964 studiował w Kujbyszewskim Instytucie Medycznym, następnie związany był z tą uczelnią zawodową (m.in. aspirant i asystent katedry, od 1978 prorektor). Od 1967 członek KPZR, od 1973 pełnił funkcję sekretarza uczelnianego komitetu partyjnego. Od 1983 był rektorem Riazańskiego Instytutu Medycznego. Od sierpnia 1987 zastępca, od lipca 1988 I zastępca ministra ochrony zdrowia ZSRR, w kwietniu 1990 zastąpił Jewgienija Czazowa na stanowisku ministra ochrony zdrowia; pełnił tę funkcję jako ostatni do grudnia 1991, tj. do końca istnienia ZSRR. W latach 1990–1991 był też członkiem Komitetu Centralnego KPZR. Członek Rosyjskiej Akademii Nauk, po zakończeniu pracy rządowej był prorektorem Moskiewskiej Akademii Medycznej. 
Pochowany na Cmentarzu Chowańskim w Moskwie.